# Pinetum di Bedgebury

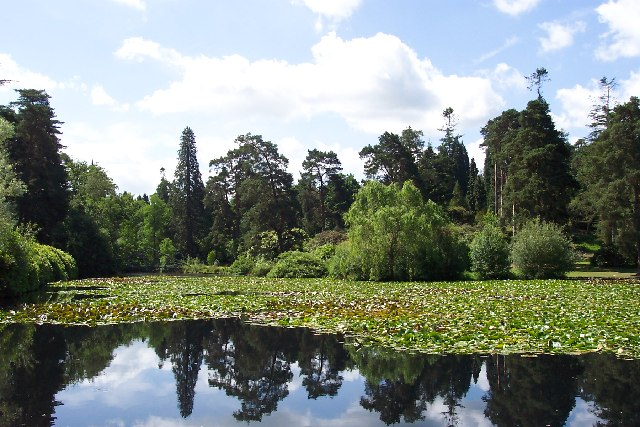
il Lago di Marshal, nel National Pinetum di Bedgebury

Il  National Pinetum di Bedgebury è un pineto storico nei pressi di Goudhurst, nel Kent, in Gran Bretagna, pensato nel 1925 come raccolta nazionale di conifere. Con i suoi 138 ha di foresta, è considerato la collezione di conifere più completa al mondo.
È gestito dalla Foresty Commission (Commissione di Silvicoltura) inglese, che gestisce anche il Westonbirt National Arboretum.

## Collezioni
- Collezione di conifere,
- Cephalotaxaceae,
- Cupressaceae,
- Ginkgoaceae,
- Pinaceae,
- Podocarpaceae,
- Taxaceae,
- Taxodiaceae,
- Juniperus,
- Cupressocyparis
- Taxus.